# Javoříčko (Hlavňovice)
Javoříčko (dávněji Javoří, Javořice; německy Gaberle) je malá vesnice, část obce Hlavňovice v okrese Klatovy v Plzeňském kraji. Nachází se asi dva kilometry jihozápadně od Hlavňovic. Javoříčko leží v katastrálních územích Zámyšl o výměře 3,27 km² a Mokřany o výměře 3,34 km².

## Historie
První písemná zmínka o vesnici pochází z roku 1543.

## Obyvatelstvo
| Rok            | 1869 | 1880 | 1890 | 1900 | 1910 | 1921 | 1930 | 1950 | 1961 | 1970 | 1980 | 1991 | 2001 | 2011 | 2021 |
| -------------- | ---- | ---- | ---- | ---- | ---- | ---- | ---- | ---- | ---- | ---- | ---- | ---- | ---- | ---- | ---- |
| Počet obyvatel | 101  | 95   | 79   | 80   | 67   | 36   | 62   | 27   | 25   | 12   | 5    | 6    | 3    | 11   | 8    |
| Počet domů     | 16   | 17   | 16   | 13   | 14   | 11   | 11   | 6    | 6    | 5    | 3    | 4    | 4    | 5    | 7    |

## Obecní správa
Při sčítání lidu v letech 1850–1959 Javoříčko bylo osadou obce Zámyšl v okrese Sušice. Od roku 1960 je částí obce Hlavňovice v okrese Klatovy.

## Pamětihodnosti
- Lípa u Chalupských, památný strom na jihovýchodním okraji osady